# Preserje, Braslovče
Preserje este o localitate din comuna Braslovče, Slovenia, cu o populație de 113 locuitori.